# 梅光羲
梅光羲（1880年—1947年），字擷雲，近代中国唯識學家，師從楊仁山。江西南昌人，與夏蓮居稱北夏南梅。
光绪二十三年（1897年）中举，次年赴京參加会试，但未考中進士。梅光羲受康有为变法维新思想影响，返回南昌後与人合办明达学堂，传播科学知识。光绪三十年（1904年）赴日本东京振武学校學習军事学，业余研读佛学。毕业后入早稻田大学法律系學習。归大清后任北京大学堂提调，后任职于湖北高等农业学堂、法政学堂、武昌高等学堂、广东司法馆监督、湖北提法使、湖北高等审判厅厅丞、邮传部右参议。中華民国成立后任北洋政府教育部秘书长。1913年1月，擔任中華民國交通部参事，11月，擔任中華民國交通部航政司司长，后任蒙藏院司长。1915年10月，获大总统令授二等大绶嘉禾章，三等、四等父虎章等奖项。12月，任山东高等检察长。1930年4月，任中華民國最高法院检察官。1931年10月，擔任江西高等法院院长。次年11月调南京。1933年8月，擔任国民政府行政院评事。1940年10月免职后定居重庆。
梅光羲有許多佛學著作，例如《相宗纲要》、《法苑义林章唯识章注》、《高僧传节要》、《宗镜录法相仪节要》、《大乘止观法门略录》、《大乘百法明门论集解》、《大乘相宗十了论》、《禅宗法要》、《因明人正理论疏》、《略述百法义增注》、《五重唯识观注》等。梅光羲還常以居士身份参与社会各项讲经活动。死时以僧服入殮，安葬于重庆佛学墓地。